# Машинска школа „Космај”
Машинска школа „Космај” је средња школа основана 1981. године. Налази се у општини Сопот у Београду, улици Кнеза Милоша 12.

## Историјат
Школа је основана 1981. године и образује стручњаке у области машинства. Због промене положаја машинске индустрије, заинтересованост ученика за ову школу је опала током почетка двехиљадитих година. Машинска школа „Космај” проширивала је понуде, односно увела нове образовне профиле, па је уписивала ученике из следећих области: машинства, текстилства и кожарства и електротехнике.
Школа доприноси развоју општине Сопот, има сарадњу са библиотеком „Милован Видаковић“ и Центром за културу Сопот. Такође, сарађује са локалним основним школама, али и са факултетима и вишим школама са којима постоји веза по струци. Успостављену сарадњу има са предузећима као што су „Металика“ Сопот, „Прометал“ Сопот, „Дијамант-Минерал“ Неменикуће, „Топлана“ Младеновац, „Колубара“ Рудовци, Т.Е. “Велики Црљени“, Ј.К.П. Сопот, „Ласта“ Сопот, Младеновац, Београд, Електро-дистрибуција Сопот, Младеновац, „МОС“ Сопот, „Мона“ Сопот, Дом здравља Сопот и бројним сервисима расхладне технике и термичких уређаја у Сопоту, Младеновцу и Београду.
Током школске 2020/21. школа је нудила образовање у профилима бравара и механичара привредне механизације.